# Visitante (turismo)

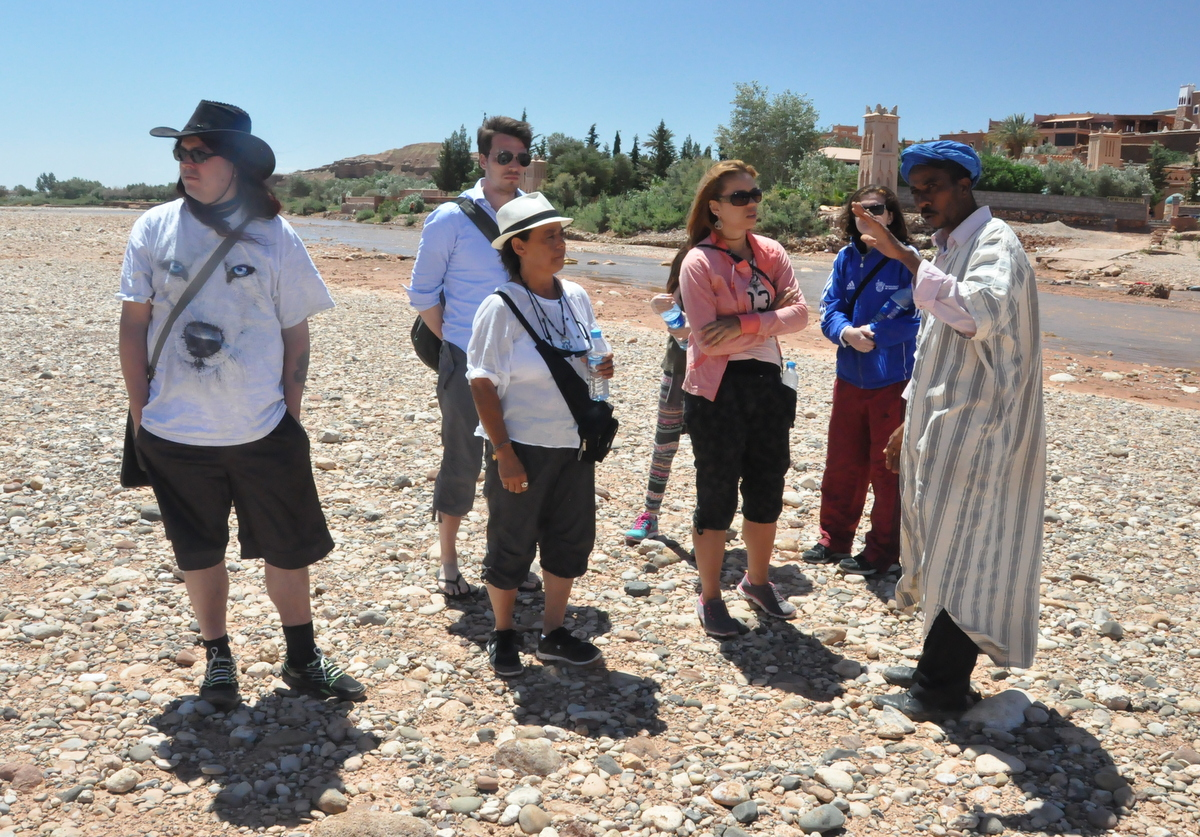
Visitantes en Ben Aït Haddou, Marruecos

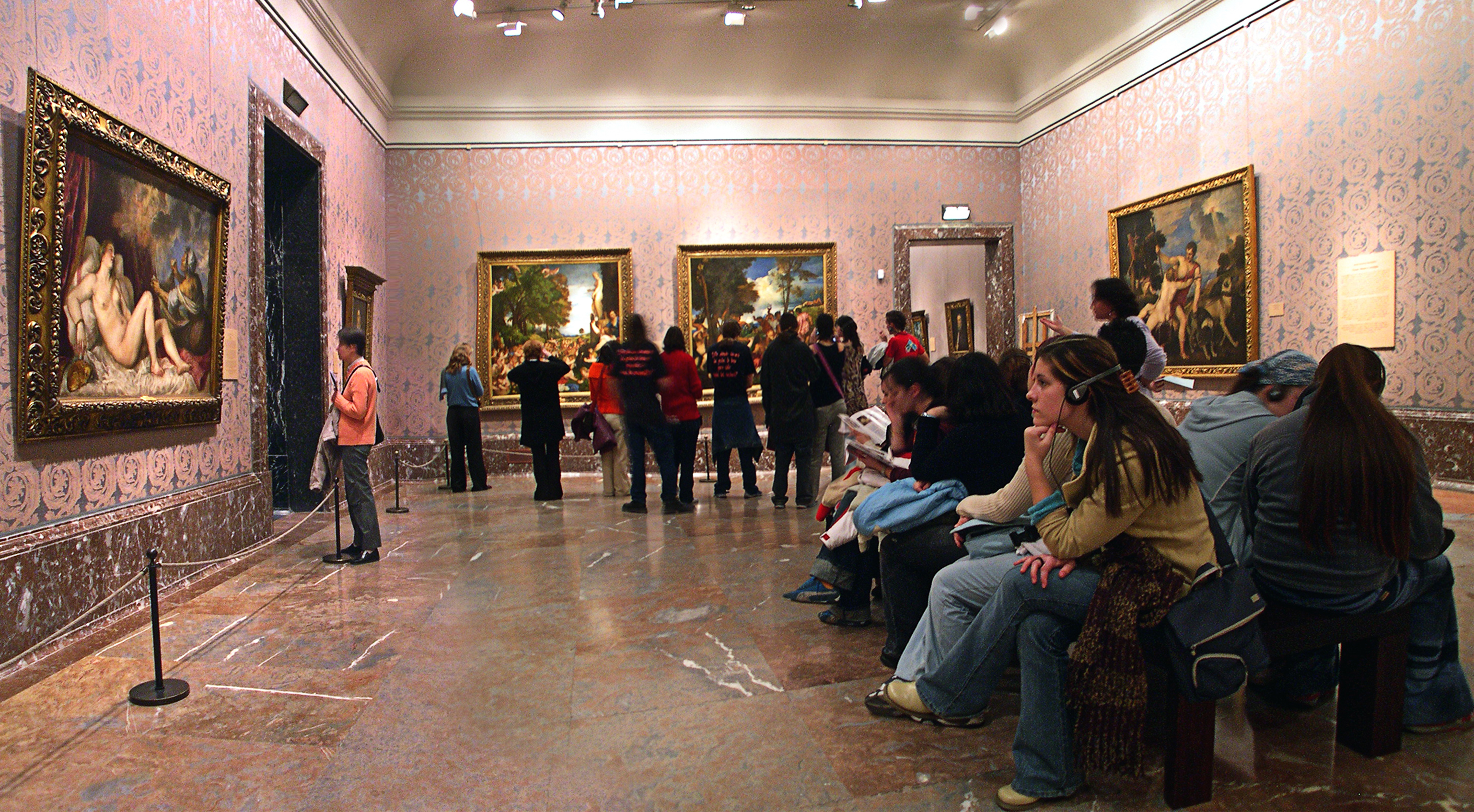
Visitantes en el Museo del Prado, Madrid

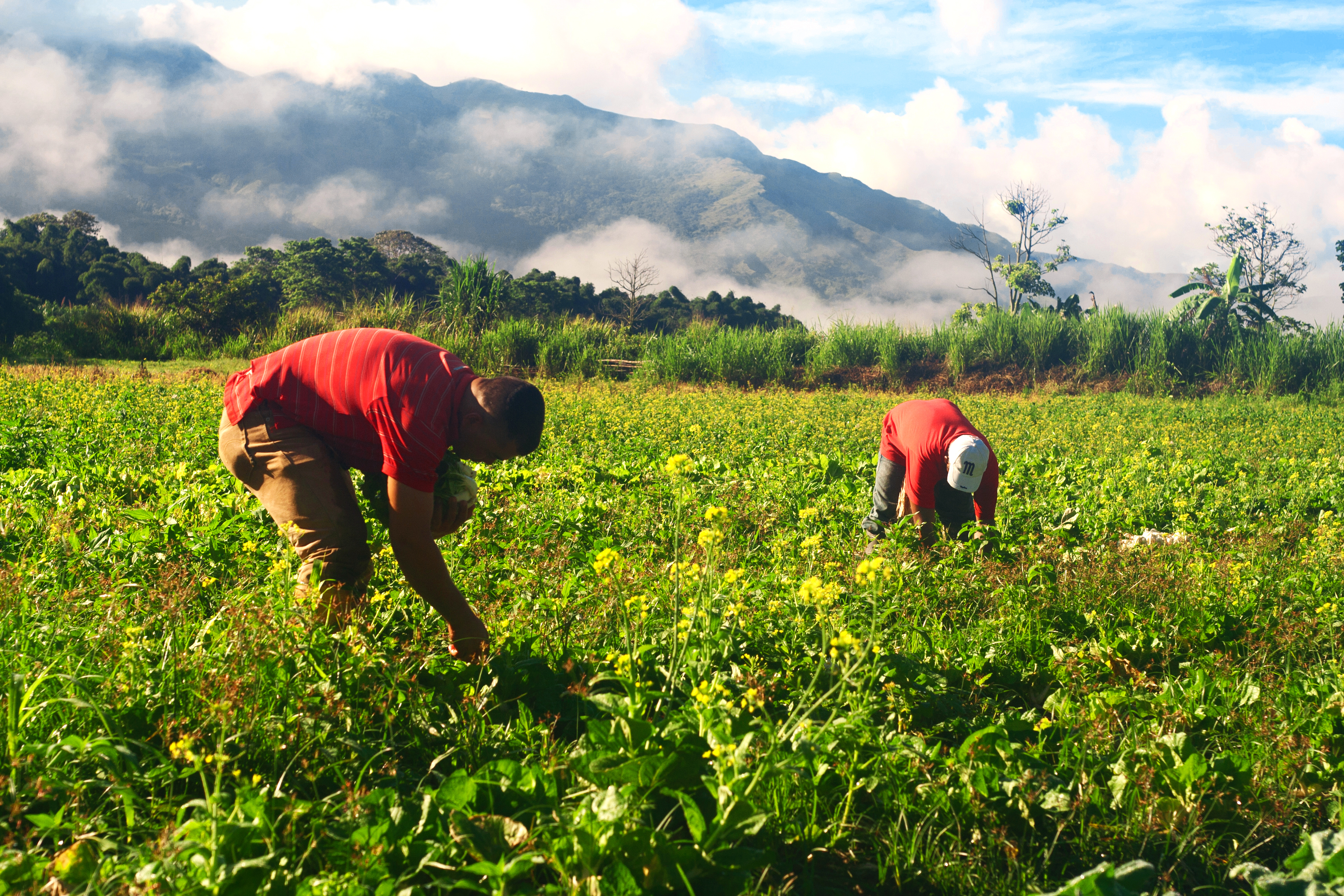
Los viajes por motivos de trabajo no están considerados en el concepto de visitantes

El concepto visitante para efectos estadísticos de la actividad turística se entiende por aquella persona que se desplaza a un lugar distinto al de su lugar habitual de residencia por un período inferior a 12 meses. Es importante que el motivo de viaje sea cualquiera pero se exceptúan de esta definición los viajes motivados para realizar alguna actividad remunerada en el lugar que será visitado, igualmente se exceptúan los migrantes y personas refugiadas, los viajes por motivos diplomáticos, los viajes de trabajadores fronterizos (policía, aduanas, etc.), trabajadores temporales, viajeros laborales o por búsqueda de trabajo y los viajes por cambio de residencia (mudanzas).
De acuerdo a al Organización Mundial del Turismo se entiende por visitante:

Un visitante es una persona que viaja a un destino principal distinto al de su entorno habitual, por una duración inferior a un año, con cualquier finalidad principal (ocio, negocios u otro motivo personal) que no sea la de ser empleado por una entidad residente en el país o lugar visitados.
Organización Mundial del Turismo

Hay tres criterios estadísticos fundamentales que definen el concepto de visitante y que permiten distinguirlo de otros viajeros:
- Debe existir un desplazamiento de la persona o un viaje que se realice a un lugar distinto al de su residencio o entorno habitual, por lo tanto esto excluye los desplazamientos o viajes regulares o cotidianos entre el domicilio o residencia de la persona y el lugar donde trabaja o estudia.

- La permanencia o estancia en el lugar que es visitado no debe superar los 12 meses continuos. Desde el punto de vista estadístico, el límite de 12 meses cuando es superado por la persona, ésta adquiriría la condición de residente en el lugar visitado.

- El motivo principal del viaje debe ser distinto a realizar una actividad remunerada en el lugar visitado, por lo tanto, se excluyen los movimientos y viajes de carácter migratorio y laboral.

## Clasificación de Turistas
En términos generales los visitantes se dividen en visitantes que pernoctan o también conocidos como turistas, que son aquellos que pernoctan al menos una noche en el lugar visitado y los visitantes del día o excursionistas que son aquellos que permanecen un periodo menor y que no incluye la pernoctación en el lugar visitado.
Turista Extranjero: Es toda persona que viaja, por un período que no supere los 12 meses, a un país distinto de aquel en el que tiene su residencia, pero fuera de su entorno habitual, y cuyo motivo principal de la visita no sea el ejercer alguna actividad remunerada en el país visitado. Se subclasifica en:
- Turista Extranjero (incluye la pernoctación de al menos una noche en un medio de alojamiento colectivo o privado en el país visitado)
- Excursionista Extranjero (no incluye la pernoctación en el país visitado, esto incluye la categoría especial de excursionista Local en tránsito)

Turista Nacional: Es toda persona que viaja, por un período que no supere los 12 meses, dentro del mismo país donde tiene su residencia, pero fuera de su entorno habitual, y cuyo motivo principal de la visita no sea el ejercer alguna actividad remunerada en el lugar visitado. Se subclasifica en:
- Turista Nacional (incluye la pernoctación de al menos una noche en un medio de alojamiento colectivo o privado en el lugar visitado)
- Excursionista Nacional (no incluye la pernoctación en el lugar visitado, esto incluye la categoría especial de excursionista Nacional en tránsito)

## Controversia en la interpretación de datos
El uso del término turista en vez de visitante ha motivado varias controversias en el ámbito académico y político. Pues tanto la propia Organización Mundial del Turismo como los representantes de varios Estados miembros tenderían a utilizar el término turistas cuando se interpretan datos de llegadas. La afirmación anterior se fundamentaría en tres errores comunes que tienden a repetirse en distintos países:
- Considerar que todas las personas que viajan e ingresan a un país son turistas es un error, pues en las llegadas internacionales también contabiliza los viajes de personas que ingresan por motivos no turísticos como viajes rutinarios de trabajadores de frontera y, especialmente, viajes por razones de estudios, trabajo, migración y refugiados. En este mimo punto se encuentran los propios nacionales que residen en el extranjero los que pueden o no ingresar por motivos de turismo. Por lo tanto, no todas las llegadas a un país son turísticas.[7][6]

- También constituye un error considerar como turistas los viajes o ingresos a un país por períodos menores a una pernoctación, es decir, las llamados viajes del día o excursiones y las excursiones en tránsito, que si bien su motivación de ingreso puede ser por motivos de recreación o turismo, al no pernoctar, en estricto rigor se trataría de viajes del día. Lo correcto en estos casos es referirse a visitas (que englobaría viajes turísticos y viajes del día), y las personas que realizan estos viajes se les denomina visitantes.[5]

- Al interpretar las llegadas internacionales como personas se aumentarían erróneamente las cifras, pues las llegadas no representan personas sino que totalizan el número de viajes realizados (dado que una persona puede ingresar a un país varias veces en un período del año, por lo tanto se trata de varios viajes y no varias personas). En este caso se encuentran los ingresos de pasajeros de cruceros que descienden en varios puertos y se les contabiliza varias veces sus llegadas. No se debe interpretar a las llegadas (viajes) como personas.[8][7][6]

Efectos
La interpretación errónea o imprecisa del término llegadas (viajes) como personas (turistas, visitantes) provocaría:
- Aumento significativo de las cifras reales[5][6]

- Diferencias entre cifras publicadas y cifras difundidas[6]

- Confusión en la opinión pública[6]

- Cautela o pérdida de confianza en las fuentes a la hora de invertir[8][6]